# Усть-Борзя
Усть-Бо́рзя (рос. Усть-Борзя) — село у складі Ононського району Забайкальського краю, Росія. Входить до центру Холуй-Базинського сільського поселення.

## Населення
Населення — 333 особи (2010; 557 у 2002).
Національний склад (станом на 2002 рік):
- росіяни — 90 %